# Форлеан
Форлеа́н (фр. Forléans) — коммуна во Франции, находится в регионе Бургундия. Департамент коммуны — Кот-д’Ор. Входит в состав кантона Семюр-ан-Осуа. Округ коммуны — Монбар.
Код INSEE коммуны — 21282.

## Население
Население коммуны на 2010 год составляло 96 человек.
| 1962 | 1968 | 1975 | 1982 | 1990 | 1999 | 2010 |
| ---- | ---- | ---- | ---- | ---- | ---- | ---- |
| 97   | 103  | 93   | 95   | 77   | 79   | 96   |

## Экономика
В 2010 году среди 60 человек трудоспособного возраста (15—64 лет) 47 были экономически активными, 13 — неактивными (показатель активности — 78,3 %, в 1999 году было 72,7 %). Из 47 активных жителей работали 44 человека (23 мужчины и 21 женщина), безработных было 3 (3 мужчин и 0 женщин). Среди 13 неактивных 2 человека были учениками или студентами, 7 — пенсионерами, 4 были неактивными по другим причинам.